# Ignacy Domeyko
Ignacy Domeyko (ispanizzato in Ignacio Domeyko Ancuta, IPA: [iɣˈnasjo ðoˈmeiko]; Njasviž, 31 luglio 1802 – Santiago del Cile, 23 gennaio 1889) è stato un geologo e mineralogista polacco naturalizzato cileno.
Fu rettore dell'Università del Cile dal 1867 al 1883.